# Avenida Bolivia (Montevideo)
La Avenida Bolivia es una arteria vial de la ciudad de Montevideo, Uruguay. Fue nombrada en honor al Estado Plurinacional de Bolivia.

## Características
Nace en la Rambla República de México en Punta Gorda y culmina en Camino Carrasco. Debido a la inauguración de Portones Shopping (en el cruce con Avenida Italia) en el año 1994 se inauguró una terminal de ómnibus urbanos incrementándose el tráfico vehicular y conectando de esta forma a los barrios Punta Gorda, Carrasco Norte y La Cruz de Carrasco con la zona norte y oeste de la ciudad, donde se localizan Villa del Cerro, Villa Colón, y Lezica.
Sobre esta avenida están emplazados además del Portones Shopping, los históricos Portones de Carrasco, el Estadio Charrúa (situado en el Parque General Fructuoso Rivera, ex Parque Durandeau) y al Complejo Habitacional José Pedro Varela Zona 3, que es el complejo habitacional por Ayuda Mutua más grande de Sudamérica, con sus 839 viviendas.